# Bennie Benjamin

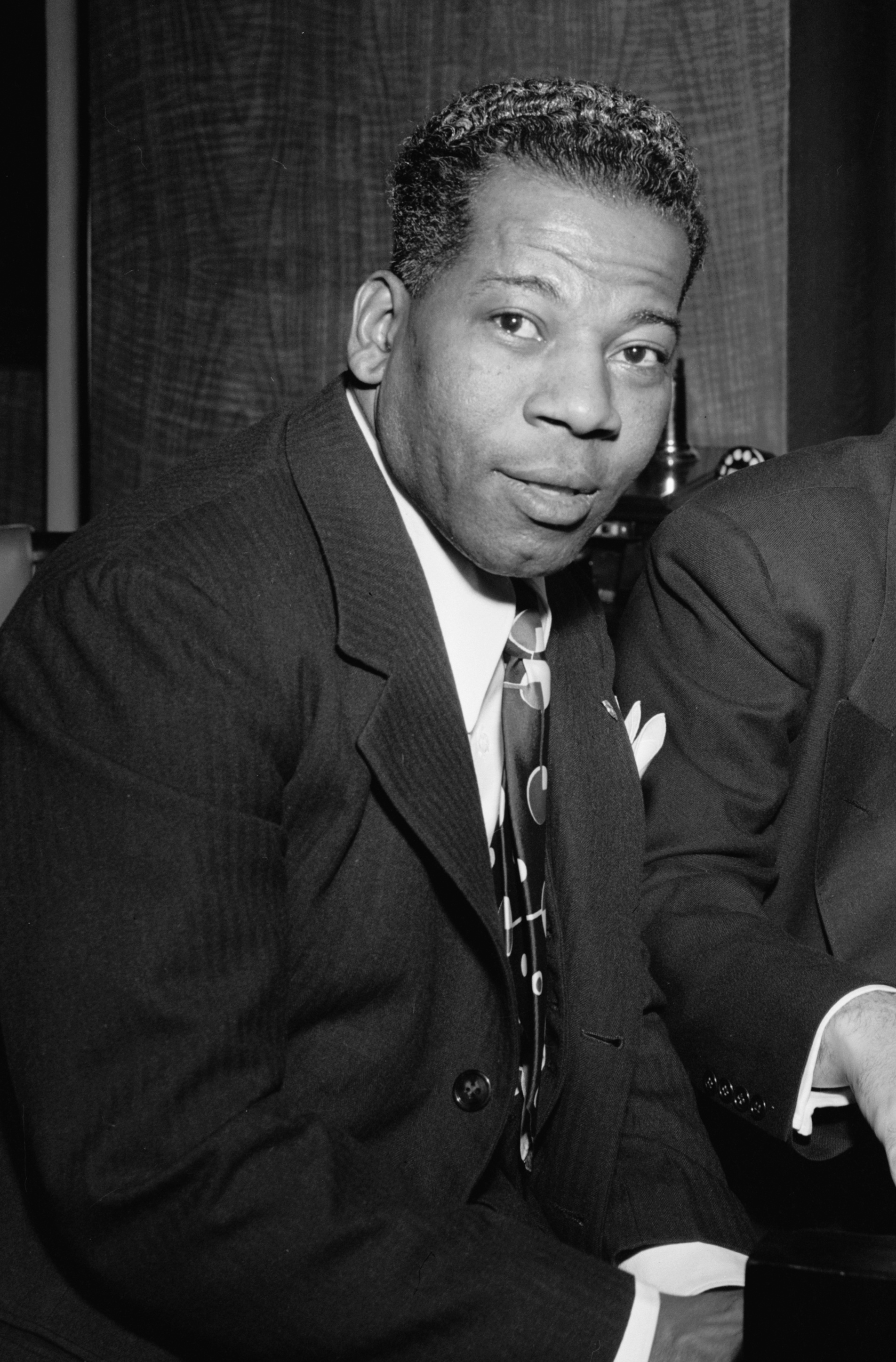
Bennie Benjamin 1947, Foto: Gottlieb

Bennie Benjamin (eigentlich Claude A. Benjamin; * 4. November 1907 in Christiansted, Saint Croix, Amerikanische Jungferninseln; † 2. Mai 1989 in New York City) war ein US-amerikanischer Songwriter, der durch Titel wie Don’t Let Me Be Misunderstood bekannt wurde.

## Leben und Wirken
Bennie Benjamin zog mit zwanzig Jahren nach New York, wo er Banjo und Gitarre bei Hy Smith lernte. Er trat dann zunächst im Vaudeville und mit verschiedenen Orchestern auf, um 1941 zu beginnen, Songs zu schreiben,  als er Songwriter bei einem Musikverlag wurde. Er hatte Erfolg mit der Nummer I Don’t Want to Set the World on Fire, die er mit Sol Marcus, Eddie Seiler und Eddie Durham geschrieben hatte und später ein Hit der Ink Spots war. In den folgenden fünf Jahren schrieb er im Trio mit Marcus und Seiler für Harry James Strictly Instrumental, für Vera Lynn und Vaughn Monroe When the Lights Go On Again (All Over the World) und für Tony Martin Cancel the Flowers. Daneben studierte er an der New Yorker Juilliard School of Music.
Danach arbeitete er bei seinen Songs meist mit Liedtexter George David Weiss zusammen; sie schrieben Hits für Perry Como (Surrender, 1946), Frankie Carle (Rumors Are Flying, 1946), Frank Sinatra (Oh, What It Seemed to Be, 1946), Patti Page (Confess, 1948), Kay Starr (Wheel of Fortune, 1952). Die beiden komponierten 1947/48 auch Material für die Disney-Zeichentrickfilme Fun and Fancy Free und Melody Time. Mit Perry Como gründete er nach einigen Erfolgstiteln 1950 einen Musikverlag.
Einer ihrer größten Hits war in dieser Zeit I’ll Never Be Free, den Tennessee Ernie Ford und Kay Starr im Duett sowie Dinah Washington interpretierten.

Nina Simone - Don’t Let Me Be Misunderstood

Mit Sol Marcus schrieb er zunächst Anfang der 1960er Jahre Hits für Elvis Presley (I Will Be Home Again und Lonely Man), dann eine Reihe von Songs für Nina Simone, die auf ihrem Album Broadway-Blues-Ballads (1964) erschienen, darunter sein wohl bekanntester Song Don’t Let Me Be Misunderstood, der bald darauf erfolgreich von The Animals gecovert wurde; deren Version wurde schließlich vom Magazin Rolling Stone die Liste der 500 besten Songs aller Zeiten aufgenommen. 1968 wurde Benjamin Musikverleger und gründete einen eigenen Verlag. 1984 wurde er in die Songwriters Hall of Fame aufgenommen. Mit seiner Frau schuf er in seinen letzten Jahren eine Wohltätigkeits-Organisation zur Verbesserung der Infrastruktur und Bildung auf den Virgin Islands.

## Werke (Auswahl)

### Mit Sol Marcus, Ed Durham and Ed Seiler
| - Cancel the Flowers - I Don’t Want to Set the World on Fire | - Strictly Instrumental - When the Lights Go On |

### Mit George David Weiss
| - Can Anyone Explain? (No! No! No!) - Cross Over the Bridge - Echoes - How Important Can It Be? - I Don’t See Me In Your Eyes Anymore | - I’ll Never Be Free - I Ran All the Way Home - Jet - Rumors Are Flying - To Think You’ve Chosen Me |

### Mit Sol Marcus
| - Always on My Mind - Don’t Let Me Be Misunderstood - How Can I? - I Am Blessed - Of This I’m Sure - Our Love (Will See Us Through) | - Don’t Take All Night - I Love Your Lovin’ Ways - Why Keep on Breaking My Heart - Fabulous Character - Lonely Man |